# Домаха (Лозівський район)
Дома́ха — село в Україні, у Лозівській міській громаді Лозівського району Харківської області. Населення становить 1004 осіб. До 2020 орган місцевого самоврядування — Домаська сільська рада.

## Географія
Село Домаха розташоване на берегах однойменної річки від якого і отримало свою назву. Річка Домаха насьогодні є пересихаючою (на ній розташовані кілька гребель і утворені ставки). Довжина річки близько 10 км, є правою притокою річки Велика Тернівка або Тернівка. Село примикає до міста Лозова і належить до Лозівської міської ради.
Неподалік від села розташовувався зниклий хутір Лютий.

## Історія
У списках населених місць Катеринославської губернії 1859 року у селі Домахин бург (Варварівка, Домаха, Нагірна) при балці Домаха у 77 дворах проживало 628 мешканців.
За даними збірки «Волості та найважливіші поселення Катеринославської губернії» 1886 р. в селі Домаха (Варварівка) Новоіванівської волості, Павлоградського повіту, Катеринославської губернії проживало 517 жителів у 92 будинках. Також була школа та крамниця. 
Селом володіли нащадки козацького роду Зарудних, тут розташовувався їхній маєток. В період боротьби за українську державність маєток був знищений. На його місці побудовано школу.
В ході нацистсько-радянської війни німецькі війська зайняли Домаху 11 жовтня 1941 року.
12 червня 2020 року, відповідно до Розпорядження Кабінету Міністрів України № 725-р «Про визначення адміністративних центрів та затвердження територій територіальних громад Харківської області», увійшло до складу Лозівської міської громади.
17 липня 2020 року, в результаті адміністративно-територіальної реформи та ліквідації колишнього Лозівського району (1923—2020), увійшло до складу новоутвореного Лозівського району Харківської області.

## Економіка
- Молочно-товарна і птахо-товарна ферми.